# Цветко Јовановић
Цветко Јовановић (Лабуништа, 1862 — Београд, 1938) био је српски предузетник и добротвор по коме је београдско насеље Цветкова пијаца добило назив.

## Биографија
Рођен је 1862. године у Лабуништу код Струге. Када је одрастао доселио се у Београд и код Правног факултета је прво продавао семенке, а потом је отворио пиљарницу. Пошто је посао добро ишао, купио је комад земљишта на Врачарском пољу где је отворио хан са шталама за коње, где су свраћали путници који су пролазили Смедеревским путем, а затим је из тога настала кафана са називом Врачарско поље. Кафана је убрзо постола надалеко позната као Цветкова механа, а красили су је слика Марка Краљевића са натписом „Вино пије Краљевићу Марко, пола пије, пола Шарцу даје”. У њој је 1933. године преноћио и краљ Александар Карађорђевић. Цветко је имао четворо деце, али ниједно није дуго поживело, тако да није имао директних потомака. Био је велики добротвор и носилац Ордена Светог Саве 5. реда због изградње насеља Краљ Александар. Основао је Фонд Цветка Јовановића и жене му Стефане, где је део средстава наменио изградњи цркве у родном Лабуништу, други део за изградњу зграде за рентирање, да би се касније од прихода за ренту давало за помоћ храму Покрова Пресвете Богородице, Друштву за подизање храма Светог Саве, школама, обдаништима и у друге хуманитарне сврхе. Због његових заслуга једна улица је носила његово име.
Цветко Јовановић је умро 1938. године, а десет година касније скоро сва његова имовина је национализована. Његова задужбина је припала Министарству просвете, кафана је преименована у Смедерево, пијаца у Звездарска а улица која је носила његово име у улицу Слободанке Данке Савић.